# Live Phish Volume 5
Live Phish Vol. 5 es un álbum en directo de la banda de rock estadounidense Phish grabado en Alpine Valley, East Troy, Wisconsin el 8 de julio de 2000.

## Lista de canciones

### Disco 1
1. "Punch You in the Eye" (Anastasio) - 8:53
2. "NICU" (Anastasio, Marshall) - 5:28
3. "My Soul" (Chenier) - 7:43
4. "Poor Heart" (Gordon) - 2:57
5. "Wolfman's Brother" (Anastasio, Fishman, Gordon, Marshall, McConnell) - 9:50
6. "First Tube" (Anastasio, Lawton, Markellis) - 8:14
7. "Llama" (Anastasio) - 5:21
8. "Guyute" (Anastasio, Marshall) - 10:30
9. "Run Like an Antelope" (Anastasio, Marshall, Pollak) - 13:48

### Disco 2
1. "Heavy Things" (Anastasio, Herman, Marshall) - 5:36
2. "Piper" (Anastasio, Marshall) - 14:49
3. "Rock & Roll" (Reed) - 7:08
4. "Tweezer" (Anastasio, Fishman, Gordon, McConnell) - 11:42
5. "Walk Away" (Walsh) - 3:48

### Disco 3
1. "Twist" (Anastasio, Marshall) - 9:53
2. "The Horse" (Anastasio, Marshall) - 0:48
3. "Silent in the Morning" (Anastasio, Marshall) - 5:11
4. "Possum" (Holdsworth) - 11:06
5. "Suzy Greenberg" (Anastasio, Pollak) - 5:04
6. "Tweezer Reprise" (Anastasio, Fishman, Gordon, McConnell) - 4:28

## Personal
- Trey Anastasio - guitarra, voz
- Page McConnell - piano, órgano, voz
- Mike Gordon - bajo, voz
- Jon Fishman - batería, aspiradora , voz